# Postmodernismul în Polonia

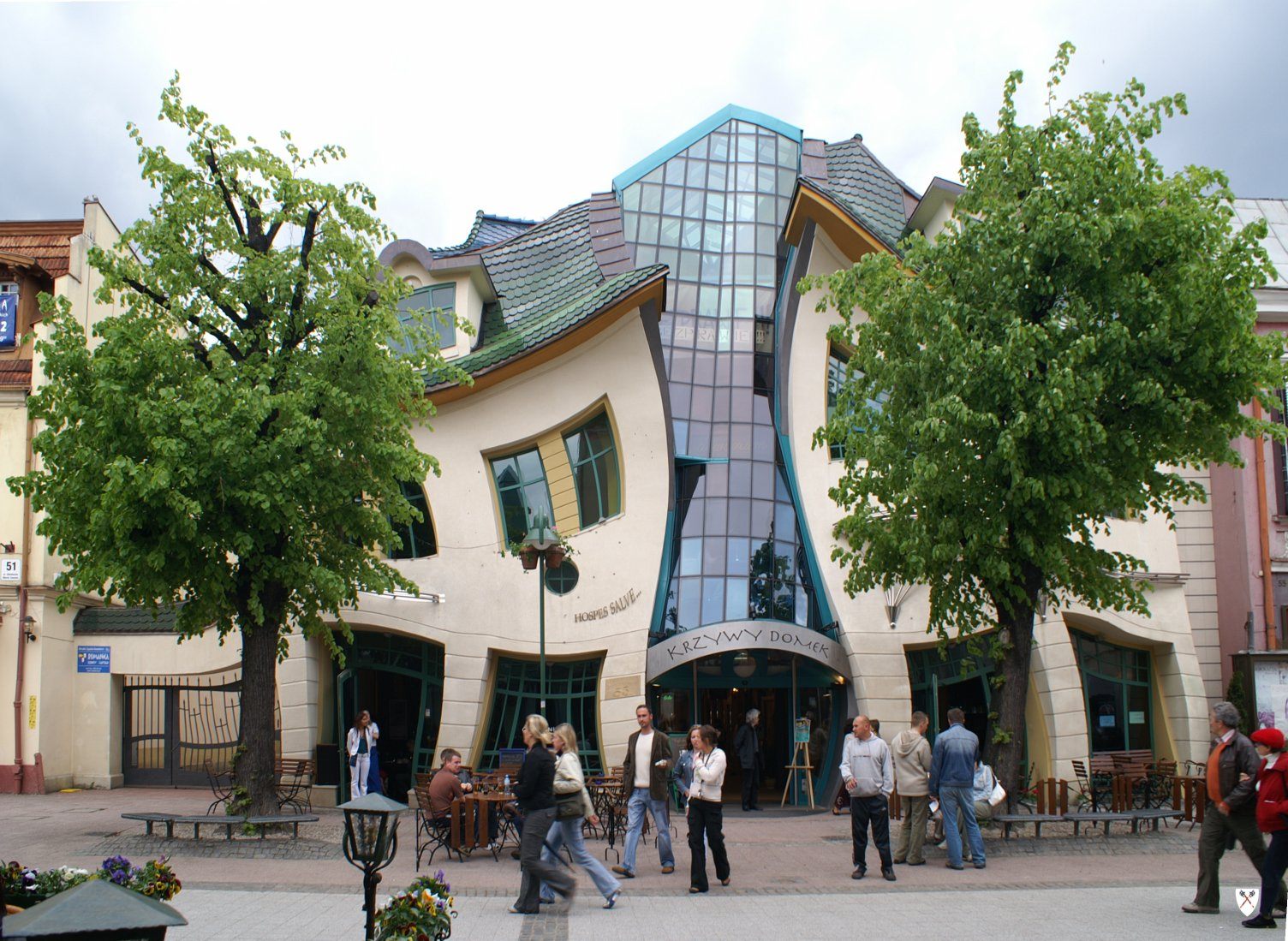
Clădire construită în stil postmodernist la Sopot

Postmodernismul polonez se referă la dezvoltarea culturală, artistică și filosofică în cadrul societății poloneze care a coincis cu prăbușirea comunismului și a tranzițiilor democratice care au condus la aderarea Poloniei din 2004 la Uniunea Europeană.

## Istoric
Discursul despre conceptul filozofic și conștientizare literară a postmodernismului a apărut în critica poloneză cu mult înainte de prăbușirea blocului sovietic, declanșată de numeroase publicații ale scriitorilor, acum caracterizați ca postmoderniști, inclusiv Borges, Vonnegut, Nabokov precum și Federman, Hawkes  și Hassan, printre alții (antologii separate). Încă înainte de sfârșitul anilor 1970, Samuel Beckett era jucat în Polonia, în peste o duzină de teatre naționale din șapte orașe metropolitane, inclusiv transmisii TV în 1971. Al său Așteptându-l pe Godot]] în traducere a avut premiera în 1957, atât la Varșovia (la Teatr Współczesny) cât și la Cracovia (Teatr 38). Postmodernismul polonez poate fi identificat în activitatea poetului prolific și dramaturgul Tadeusz Różewicz, filozofii Leszek Kołakowski, Stanisław Lem, Tadeusz Kantor, sau în producția diferiților scriitori emigranți polonezi, cum ar fi laureatul Premiului Nobel, Czeslaw Milosz (Captive Mind) și contemporanii săi, inclusiv Witold Gombrowicz. Bazele caracterului distinctiv al postmodernismului poloneze s-au stabilit avant la lettre deja în Perioada Interbelică prin lucrări controversate, deși recunoscute pe scară largă ale lui Witkacy (Premiat cu Laurul de Aur de PAL, 1935), și Karol Irzykowski, printre alții.

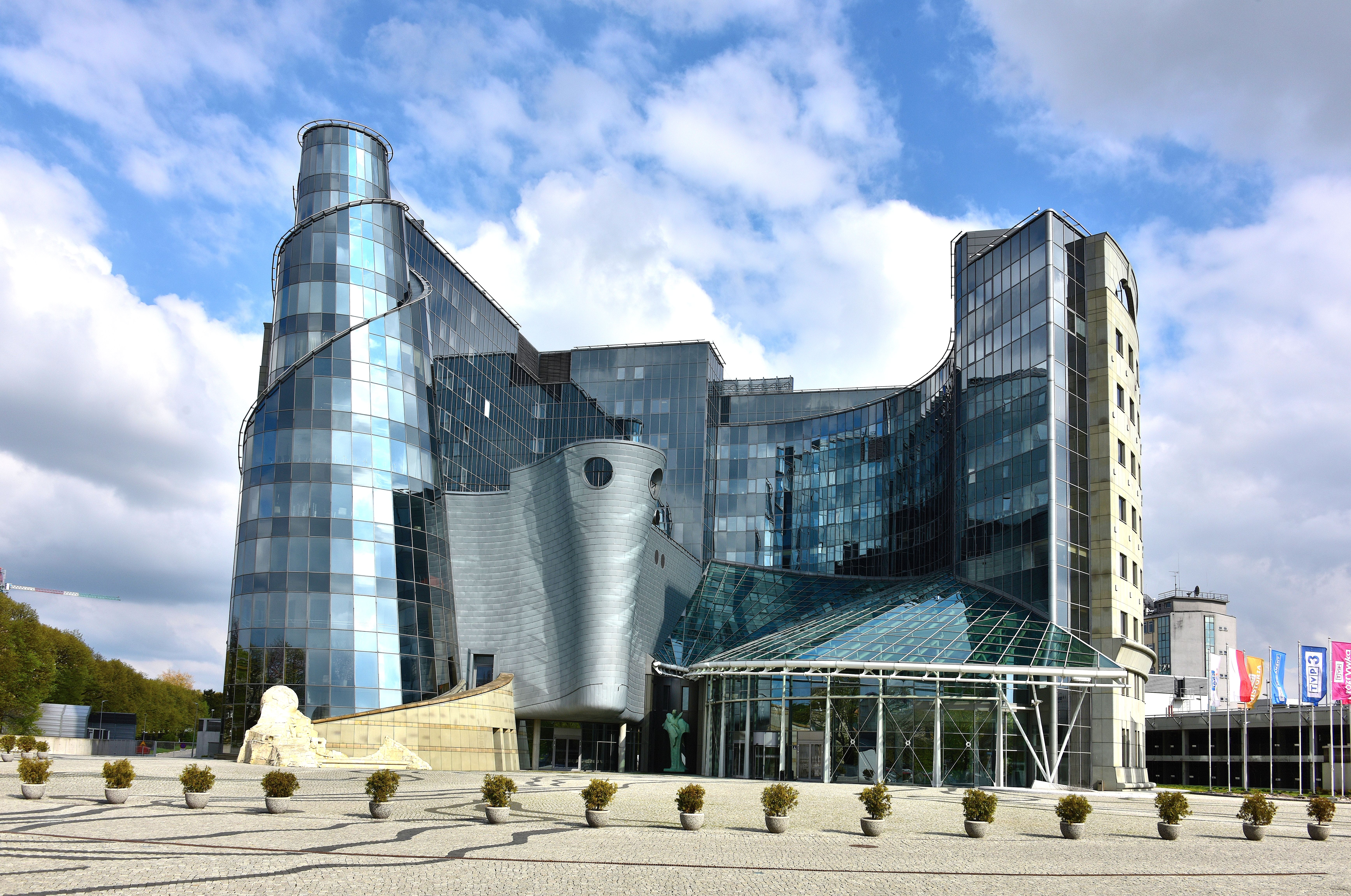
Clădirea Televiziunii, Varşovia

În context polonez postmodernismul a fost clasificat de către critica literară în cadrul pluralismului necesar succesului integrării europene în ceea ce privește diversitatea post-națională și diferențele regionale.
Primirea oficială a postmodernismului în post-comunismul Poloniei a fost oarecum târzie, ea a întâmpinat obstacole severe, nu atât de mult din partea foștilor comuniști cât din partea Solidarității și Bisericii Catolice, ambele promovând mai degrabă valorile "colectiviste", decât valorile "liberale". Cu toate acestea, începând din anii 1990 și pe parcursul secolului XXI, postmodernismul a început să capete fermitate mai ales în domeniul poeziei și teoriei artei. Arhitecți polonezi (Czesław Bielecki, Televiziunea Poloneză, Marek Budzyński) și unii cineaști (de exemplu Krzysztof Kieślowski, Juliusz Machulski, Agnieszka Holland, Jan Komasa: Camera sinucigașilor) contribuie în mod substanțial la  postmodernismul polonez anti-fundaționalist în cultura populară.

## Origini artistice
Deși postmodernismul a fost promovat pe scară largă în așa-numitul drugi obieg (a doua  circulație) de presa samizdat poloneze, a fost de asemenea criticat ca fiind amorf atât de filozofii catolici, precum și "marxiști căzuți", creditat cu apariția  SOC-postmodernismului în Polonia - pe baza relativismului extrem și a umorului amar (vezi Mrożek).  Dialogul continuu extinzându-se  dincolo de legea marțială din Polonia, în cele din urmă a condus la distrugerea ideologiei totalitare, și acceptarea inevitabilă în teoria artei a pluralismului peste fundaționalism.
Postmodernismul a pătruns în Polonia în anii 1960, la sfârșitul perioadei staliniste (cu Andrzej Wróblewski, care a avut cel mai mare impact asupra picturii figurative postbelice). Acesta a fost asociat cu apariția conceptualismului, pop art-ului, precum și cu neoexpresionismul.
Aceste mișcări noi - începând ca discursurile politice și artistice neoficiale - a contestat vasta matrice a culturii instituționalizate poloneze definit înainte de 1989 de sistemul unipartid și utilizarea realismului politic perceput ca metodă de control social.

## Postmodernismul în arhitectură
Arhitecți postmoderniști polonezi:
- Marek Budzyński
- Stanisław Fiszer
- Stefan Kuryłowicz
- JEMS Architekci
- Romuald Loegler
- Stanisław Niemczyk

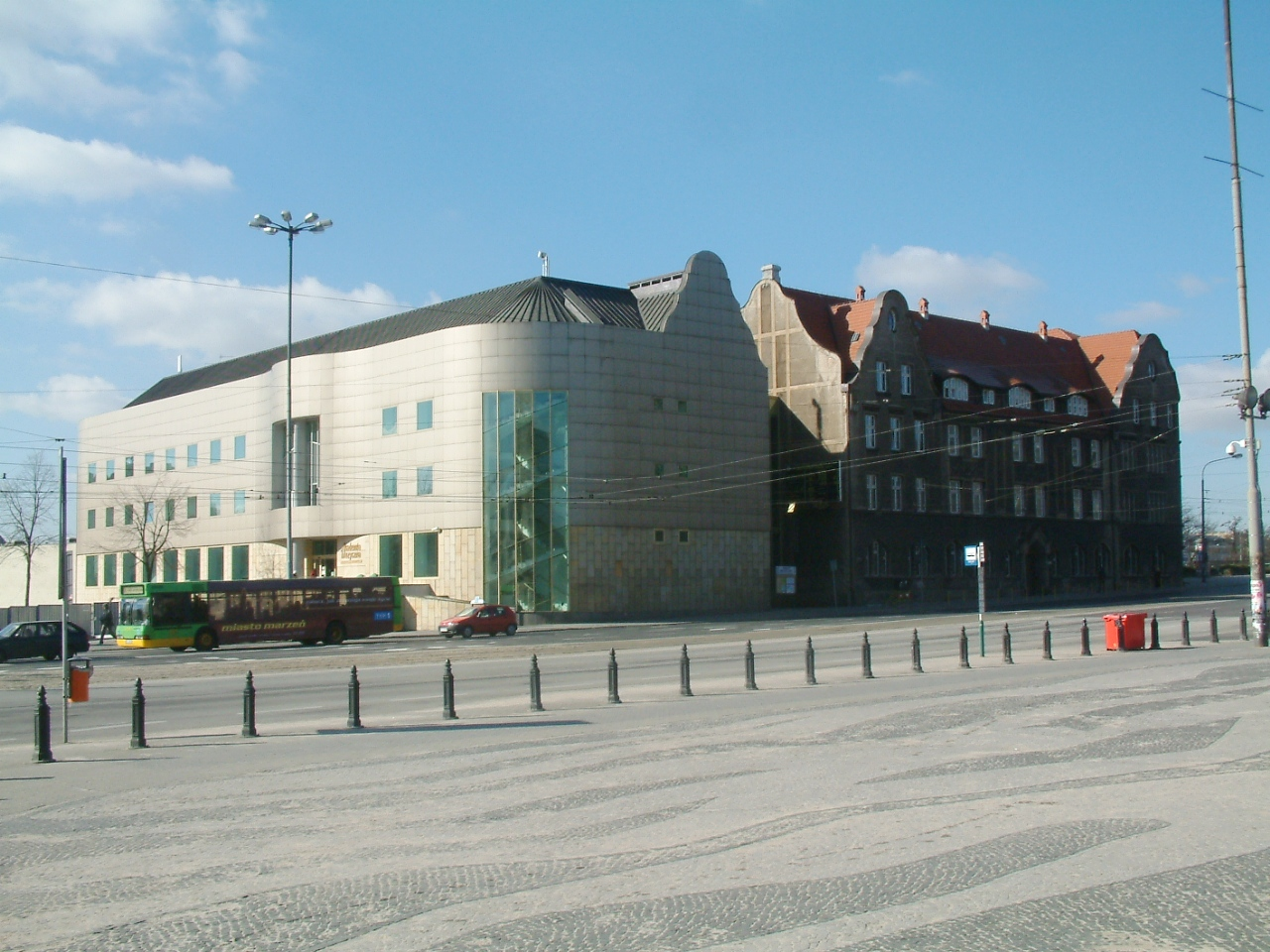
J. Gurawski- Academia de Muzică din Poznan
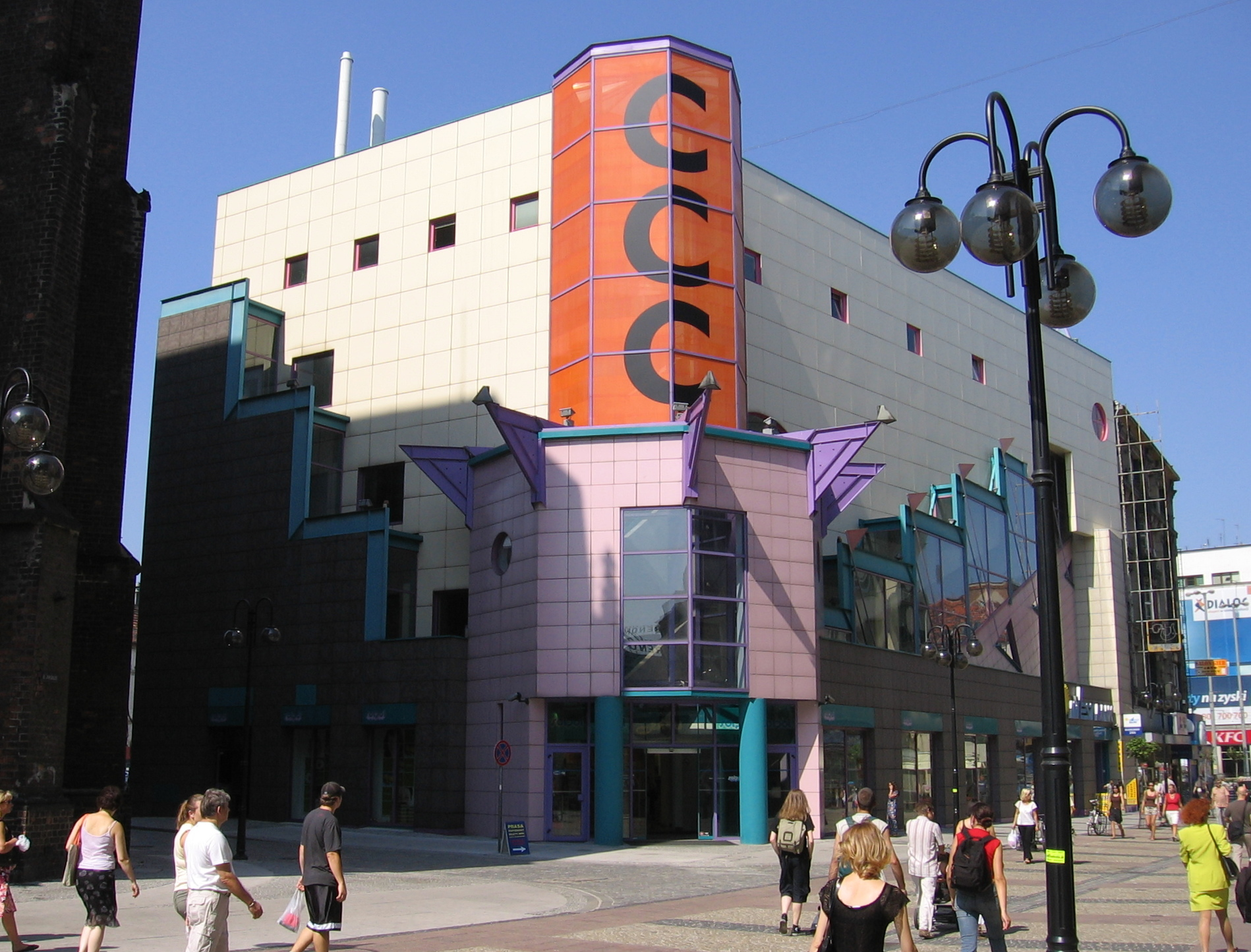
W. Jarząbek-SOLPOL în Wroclaw
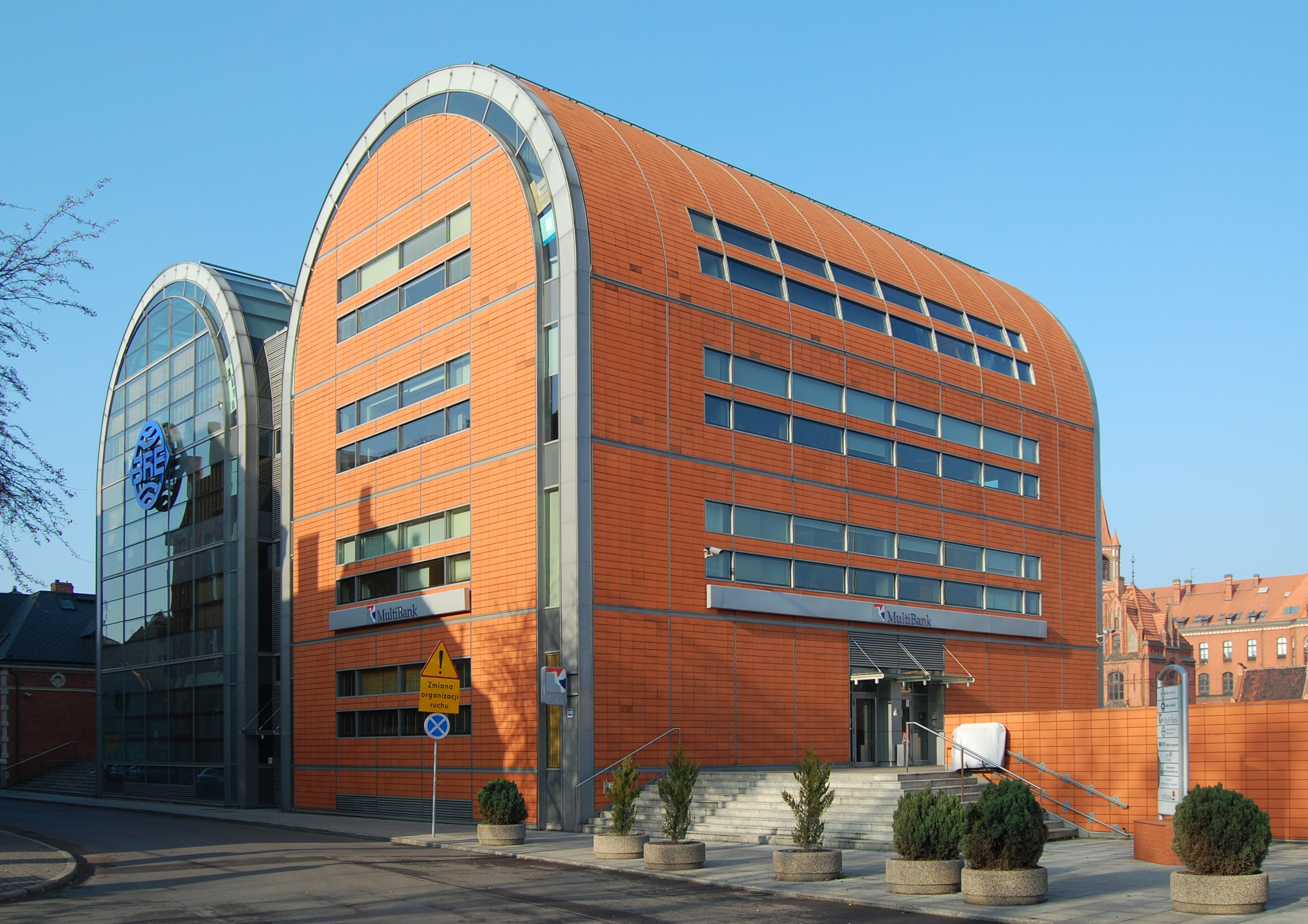
A. Bulanda, W. Mucha-Banca BRE din Bydgoszczy
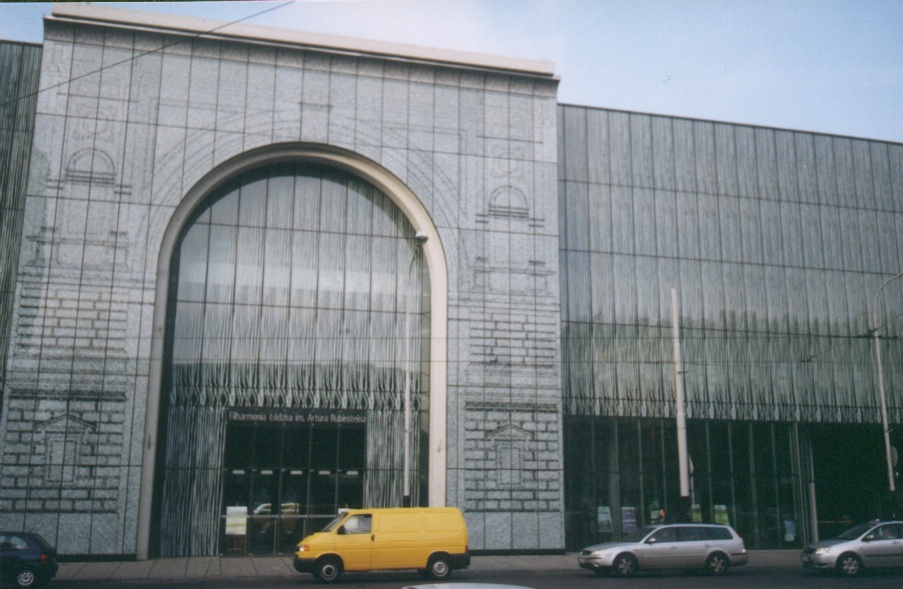
R. Loegler-Filarmonia din Łodz
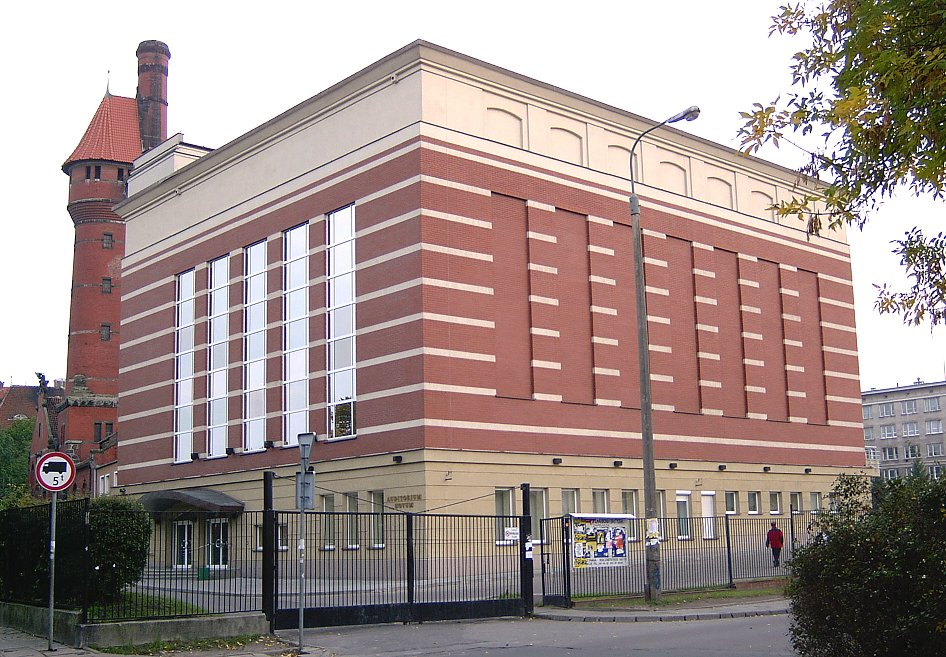
Sala Noului Auditoriu din Politehnica din Gdansk
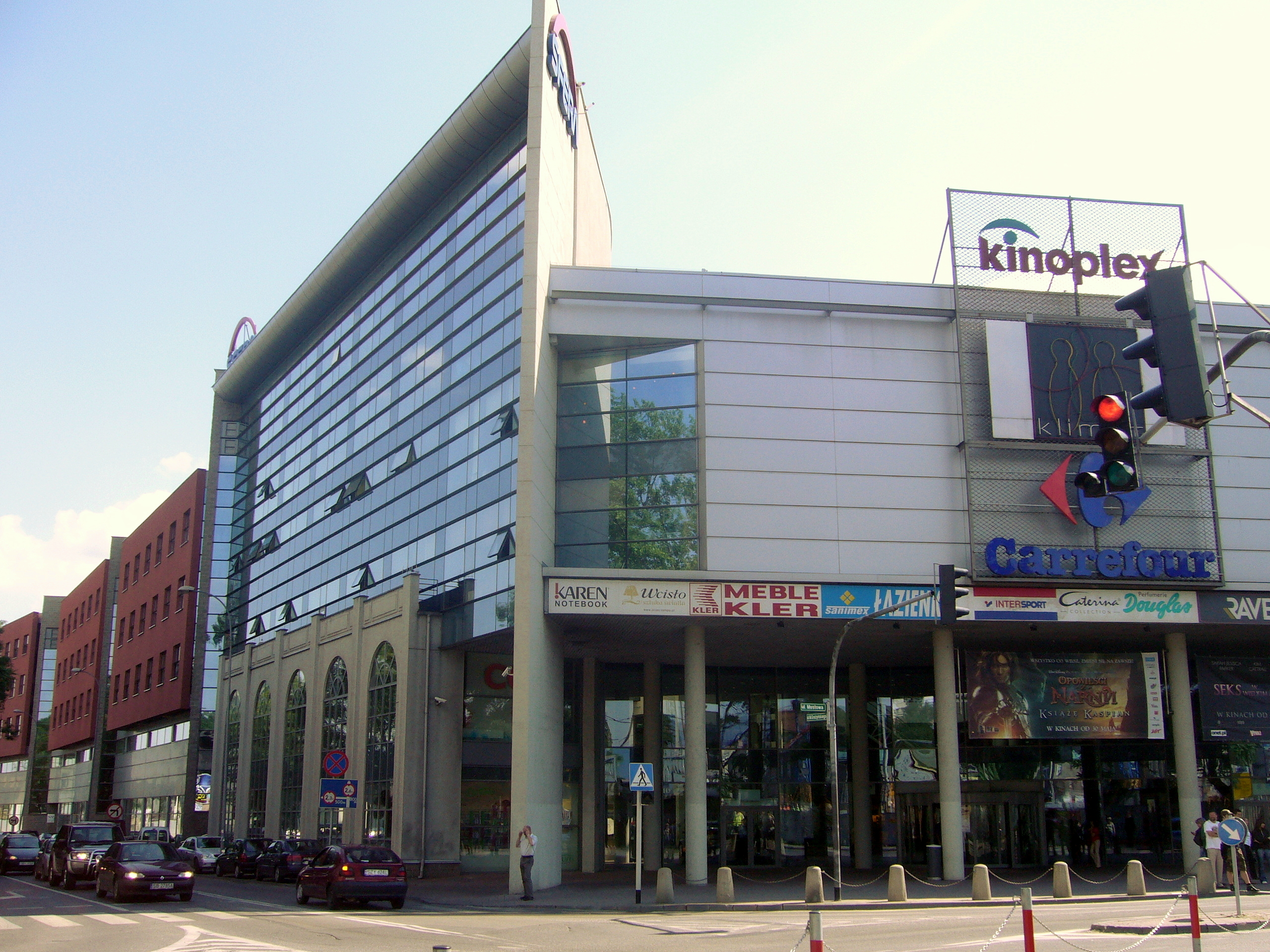
Galeria Sfera din Bielsku-Białej
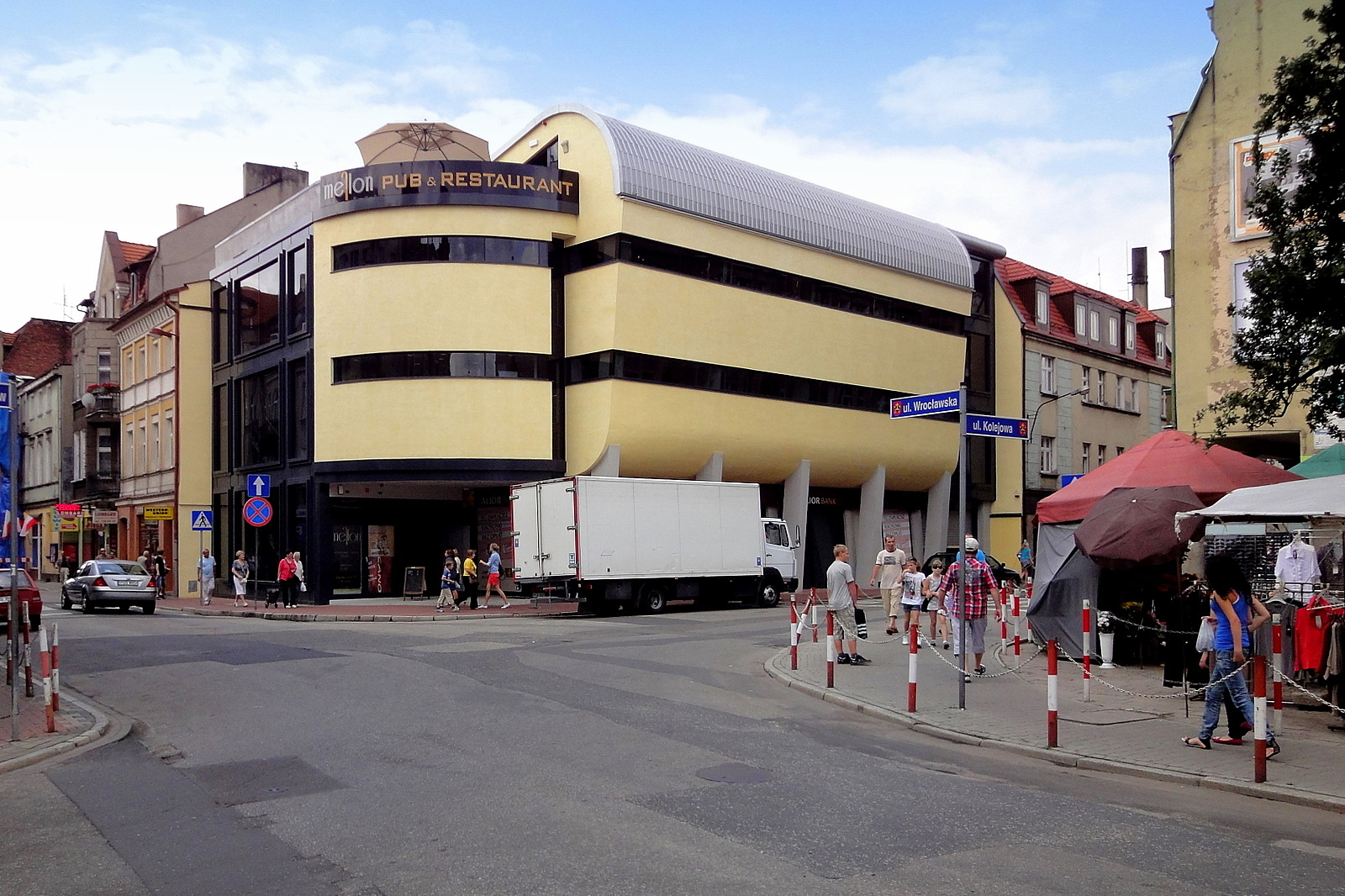
A. Moryson - Comerț Ostrow Wielkopolski